# قلعة راين
قلعة راين (بالفارسية: ارگ راین) هي قلعة تاريخية تعود إلى عصر ساسانيون، وتقع في راين.